# 渔夫和他的妻子

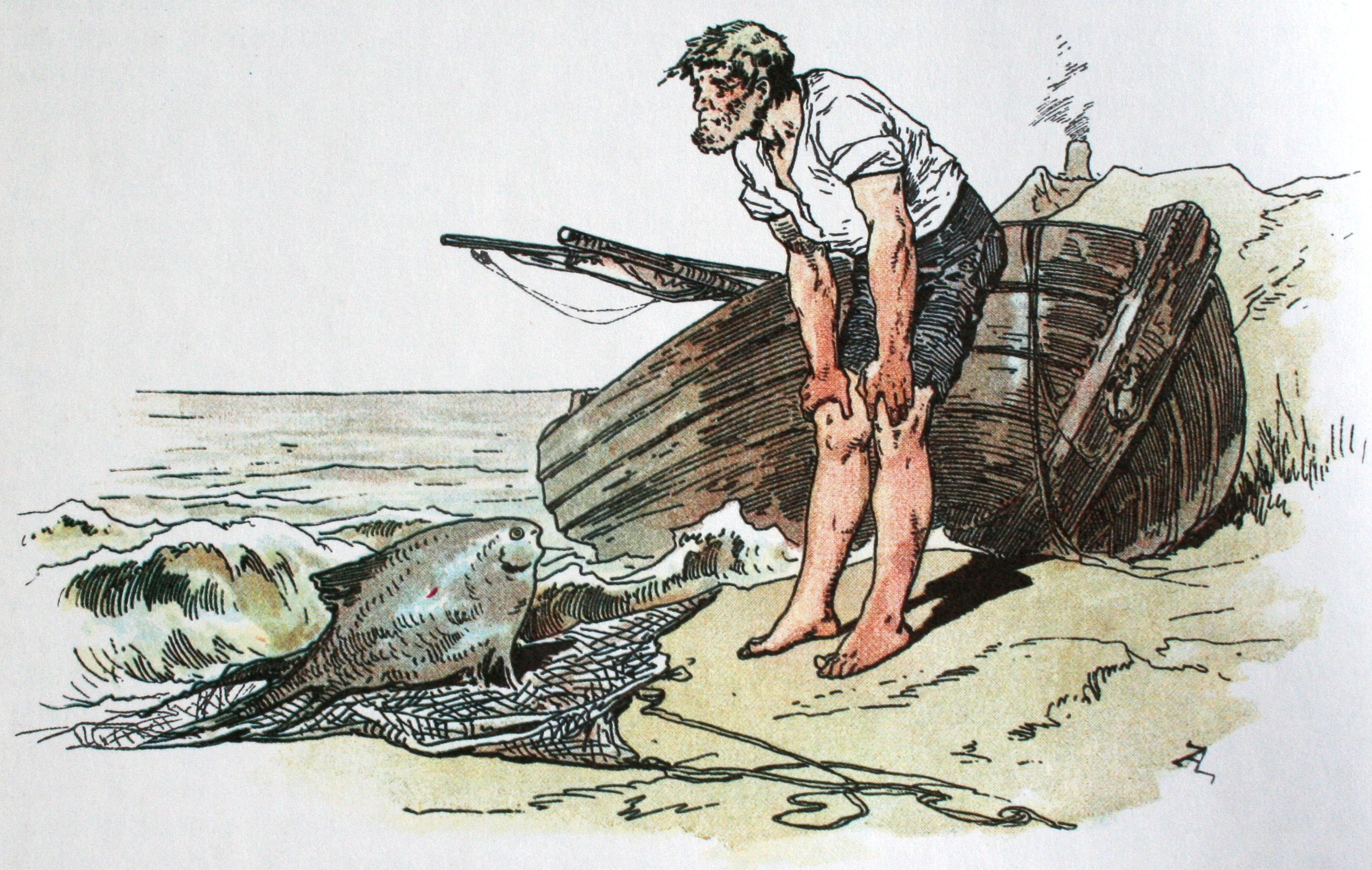
渔夫和比目鱼

《渔夫和他的妻子》（德語：Vom Fischer und seiner Frau）是《格林童话》中流传很广的一个童话，后来被普希金改编成童话诗《渔夫和金鱼的故事》。两者基本情节相同，讲述的都是人性中贪婪、善良、仁慈的故事。具体情节上的差异有，《渔夫和他的妻子》中的鱼是比目鱼，而普希金的诗则改为了金色的鱼（并非作为一个鱼类品种的金鱼）。它是格林童话中收藏的第19个故事，原文是用低地德语收藏的。
该故事是AT分类法中的第555类故事。

## 内容
一个渔夫和他的妻子住在一间贫穷的小棚子裡。一天他在海裡钓到一条比目鱼，这条比目鱼实际上是一个被诅咒的王子，他求渔夫绕了他的命。渔夫因此把它放走了。当渔夫的妻子听到这件事情后她问渔夫有没有提出什么条件来作为代价。她逼迫渔夫去找比目鱼把他们的小棚子变成一个小屋。比目鱼实现了他的要求。但是渔夫的妻子对此不满意了。她让渔夫再去找比目鱼来实现更大的愿望。
虽然渔夫并不赞同他妻子的愿望，但是还是害怕她而屈服于它。他妻子的愿望越大海上的天气就越恶劣，海水的颜色从绿色变为紫色，最后变成黑色，而且风暴也越来越强大。继小屋后妻子要王宫。但是对此她也不满意，而要成为国王和皇帝，最后成为教皇。所有的这些要求都被满足了。
最后妻子要求和上帝一样，而比目鱼则把她送回到了一开始的小棚子裡。